# Montagu
Montagu es una ciudad en la provincia del Cabo Occidental en Sudáfrica.
Está a 180 km de Ciudad del Cabo en la ruta escénica 62 de Sudáfrica. Montagu es un destino turístico conocido por sus termas y manantiales minerales. Es también un centro agrícola, que posee huertos, viñas, fynbos (matorral sudafricano) y hierbas locales. Las cercanas formaciones rocosas hacen de Montagu uno de los principales centros de montañismo del país.